# Oneirodes bulbosus
Oneirodes bulbosus är en fiskart som beskrevs av Chapman, 1939. Oneirodes bulbosus ingår i släktet Oneirodes och familjen Oneirodidae. Inga underarter finns listade i Catalogue of Life.